# Петър Стефанов
Петър Иванов Стефанов е български икономист, професор, доктор на икономическите науки.

## Биография
Петър Стефанов е роден на 28 ноември 1958 г. в София, Народна република България. Израства в кв. „Княжево“ в семейство на баща главен енергетик и майка художник. От ученик има интерес към точните науки – икономика, математика. Негово хоби от дълги години е нумизматиката.
Средното си образование завършва в „Образцов техникум по механотехника“ в гр. София. Там придобива солидни знания в областта на механиката и техническото чертане, които се оказват ключови за неговата бъдеща кариера.
През училищните и студентски години, Петър Стефанов проявява интерес към икономиката. Той демонстрира способността си да разбира и анализира икономическите процеси, което го подготвя за бъдещата му дейност.
Висшето си образование завършва в „Университета за национално и световно стопанство“, гр. София, като става магистър по икономика.
Образователното си развитие продължава през 1989 г. със следдипломна квалификация към Висшата школа към Министерския съвет, квалификация „Дипломиран стопански ръководител“.
Научното звание „доктор на икономическите науки“ получава от реномираните учебни заведения Руски университет на кооперациите (Москва, Русия) и Университета в Ню Йорк (САЩ), през 2011 г.
Награден с орден на Република България „За гражданска заслуга“ първа степен.

### Членство в национални организации
- Управителен съвет на Българската стопанска камара – от 2014 г.[2]
- Съвета на настоятелите на „Университета по библиотекознание и информационни технологии“[3]
- Съвета на настоятелите на Националната академия за театрално и филмово изкуство (НАТФИЗ) „Кръстьо Сарафов“[4]
- Група III на „Икономически и социален съвет“ на Република България[5]

#### Заемани длъжности в органи за управление на търговски дружества
- Член на Надзорния съвет на „Централна кооперативна банка“[6]
- Член на Съвета на директорите на „Специализирана болница за рехабилитация – Здраве“ ЕАД[7]
- Изпълнителен директор и председател на Съвета на директорите на „Холдинг кооперативен бизнес“ АД[8]
- Член и председател на Съвета на директорите на холдинг „КООП-ЮГ“ АД[9]

#### Участие в органи на управление на международни кооперативни организации
- Член на Борда на директорите на Глобален кооперативен алианс (ICA) от 2009 г.[10]
- Председател на Комисията по управление на Глобален кооперативен алианс (ICA) от 2013 г.[10]
- През 2013 г. е избран за Вицепрезидент на Европейски регион на Глобален кооперативен алианс[10]
- Член на Надзорния съвет на Европейски алианс за съвместна покупка на стоки (COOP EURO) от 2009 г.[10]
- През 2012 г. е избран за Вицепрезидент на Европейска асоциация на потребителните кооперации (EURO COOP)[10]
- От 2015 г. е Президент на Световната организация на потребителните кооперации (CCW)[10]
- На 24 май 2024г. е избран за президент на Асоциацията на европейските кооперации (Cooperatives Europe)

## Научна дейност
Автор е на няколко книги в областта на икономиката.
- Международный кооперативный альянс: История и развитие. Монография. Ярославлъ-Москва: Издательство „Канцлер“;, 2015 – 276 с.[11]
- Конкурентноспособностъ Кооперативов в Современном Мире. Избранные труды. Ярославъл – Москва: Издательство „Канцлер“ 2013 – 180 с.

## Почетни награди и отличия
- През 2007 г. получава почетен медал на Европейската асоциация на потребителните кооперации (EURO COOP) за приноса си в развитието на сътрудничеството в потребителните кооперации.[12]
- През 2007 г. получава и почетен медал за издатели на вестник „Земя“ – национален кооперативен ежедневник.[12]
- През 2009 г. получава Почетен плакет на Унгарската федерация на потребителните кооперации. Почетният плакет му е връчен от основателя на Унгарското кооперативно движение за принос в утвърждаване и развитие на сътрудничеството между кооперативните организации на България и Унгария.[12]
- През 2009 г. получава орден на Република България „За гражданска заслуга“ първа степен. Отличието му е връчено от президента на РБ Георги Първанов за изключителни заслуги в развитието и утвърждаването на ценностите и институциите на кооперативното движение в страната и две десетилетия непрекъсната ръководна дейност в областта на стопанския живот.
- През 2011 г. получава Почетен медал за приноса си в развитието на сътрудничеството между Централен кооперативен съюз – България и Центросоюз – Русия.[12]
- През 2013 г. получава Почетен медал на Националната федерация на потребителните кооперации за приноса си в развитието на сътрудничеството на националните кооперативни организации между България и Франция.[12]
- През 2016 г. Петър Стефанов е награден със златен Почетен медал „10 години Кооперативна Европа“ за своя принос в развитието на европейското и световно кооперативно движение. Наградата му е връчена от Президента на Кооперативна Европа – Дирх Ленхов, в присъствието на членовете на Борда.[12]